# Великая мечеть (Газа)
Великая мечеть (араб. جامع غزة الكبير‎ — Jami’u Ghazza al-Kabira), также известна как Большая мечеть Омара (араб. المسجد العمري الكبير‎), — самая большая и одна из самых старых мечетей в секторе Газа.

## История
Великая мечеть была первоначально большой христианской церковью, основанной на месте языческого храма, посвящённого Дагону (бог изобилия), в V веке. Церковь была разрушена персами-сасанидами в начале VII века и была преобразована в мечеть после захвата сектора Газа рашидами.
5 декабря 1033 года землетрясение разрушило башню минарета. В 1149 году крестоносцы построили на месте мечети собор, посвящённый Иоанну Крестителю. Однако в 1187 году мусульмане при Саладине возвратили себе сектор Газа и разрушили собор, на его месте при мамлюках в 1344 году была восстановлена мечеть.
Великая мечеть была серьёзно повреждена Союзническими силами во время Первой мировой войны, но потом была восстановлена Высшим мусульманским советом в 1926 году.
Во время конфликта в секторе Газа между палестинскими организациями Хамас и Фатх имам мечети, сторонник Хамаса, был застрелен боевиками Фатха 12 июня 2007 года.
Мечеть была разрушена (нетронутым остался только минарет) в результате авиаудара Израиля 7 декабря 2023 года в ходе войны в Газе.

## Архитектура

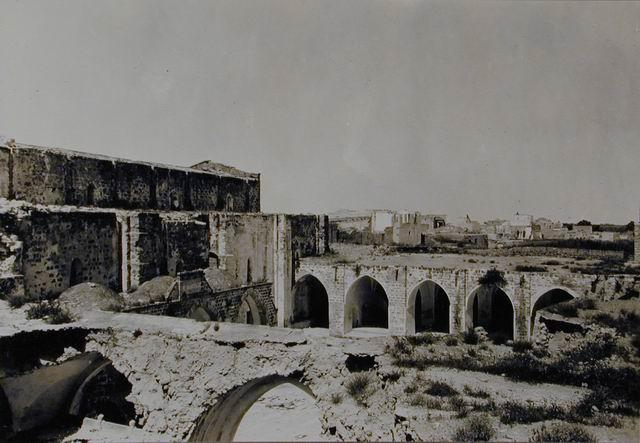
Великая мечеть (Газа), начало XX века

Территория Великой мечети 4100 квадратных метров. Многим она известна по своему минарету, имеющему квадратную форму — в характерном для мамлюков стиле.
Мечеть формирует большой «внутренний двор», окружённый округлёнными арками. Когда здание было преобразовано из собора в мечеть, большая часть предыдущей постройки была полностью заменена, но западный вход мечети, колонны и арки всё ещё сохраняют свой итальянский, готический стиль.